# Haltestelle Pragsattel

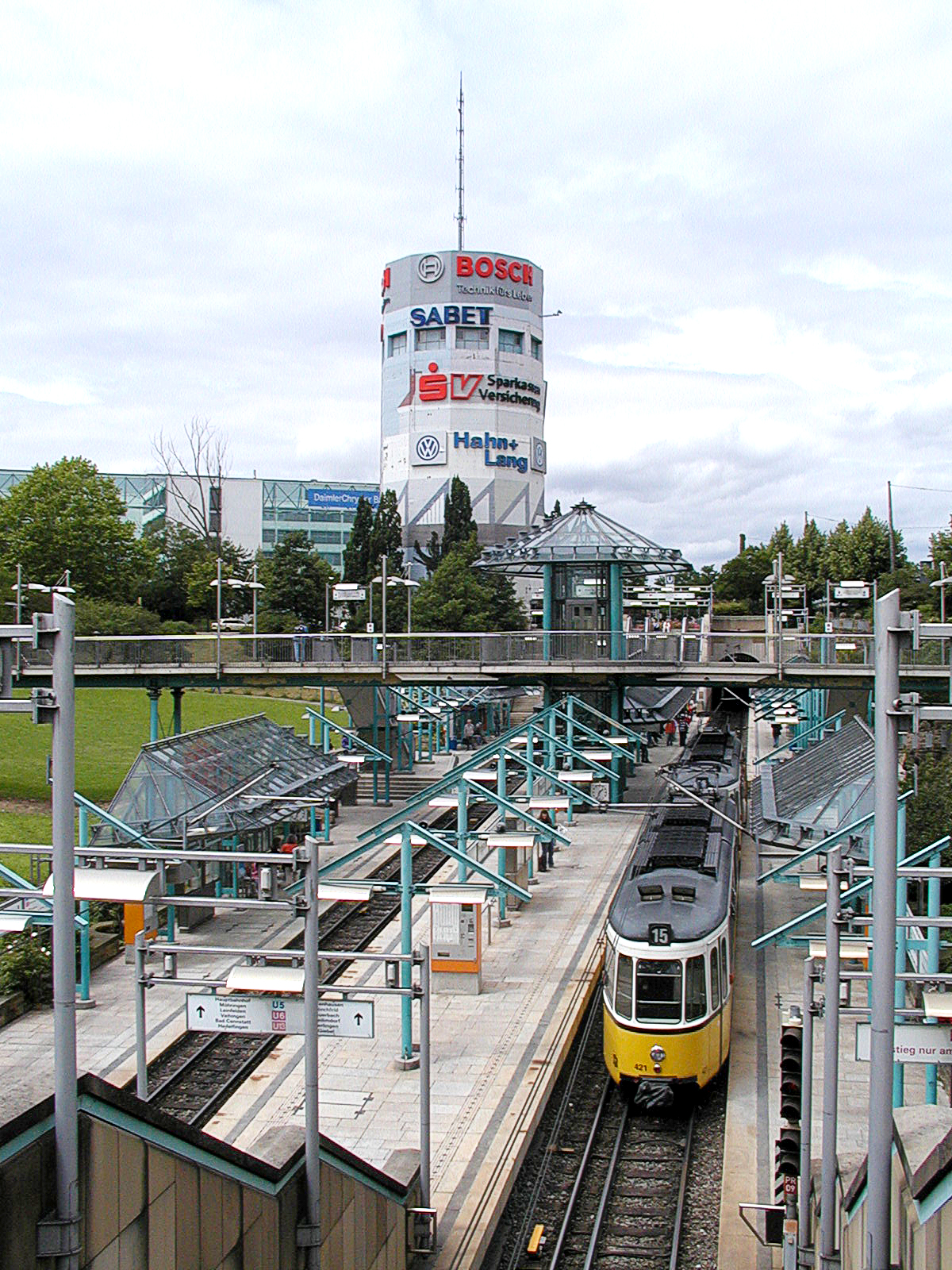
Haltestelle Pragsattel mit Straßenbahnwagen (2007)

Die Haltestelle Pragsattel ist ein Knotenpunkt der Stadtbahn Stuttgart und von Buslinien, beide von den Stuttgarter Straßenbahnen AG (SSB) betrieben. Sie liegt auf dem Höhenrücken Prag im Stadtbezirk Stuttgart-Nord. Die Stadtbahnhaltestelle ist als halboffene Station ausgeführt, das bedeutet, in Tieflage, allerdings ohne Überdeckung und somit vom Tageslicht ausgeleuchtet. Weil sie in vier Richtungen mit der Innenstadt, Bad Cannstatt, Feuerbach und Zuffenhausen verbunden ist und von den Linien U6, U7, U13, U15 und U16 sowie den Buslinien 43 und 57 bedient wird, ist sie eine bedeutende Umstiegshaltestelle.

## Geschichte
Ab 1909 war die Station Pragwirtshaus auf dem Pragsattel Kreuzungspunkt der Straßenbahnlinien Cannstatt–Feuerbach und Nordbahnhof–Zuffenhausen.

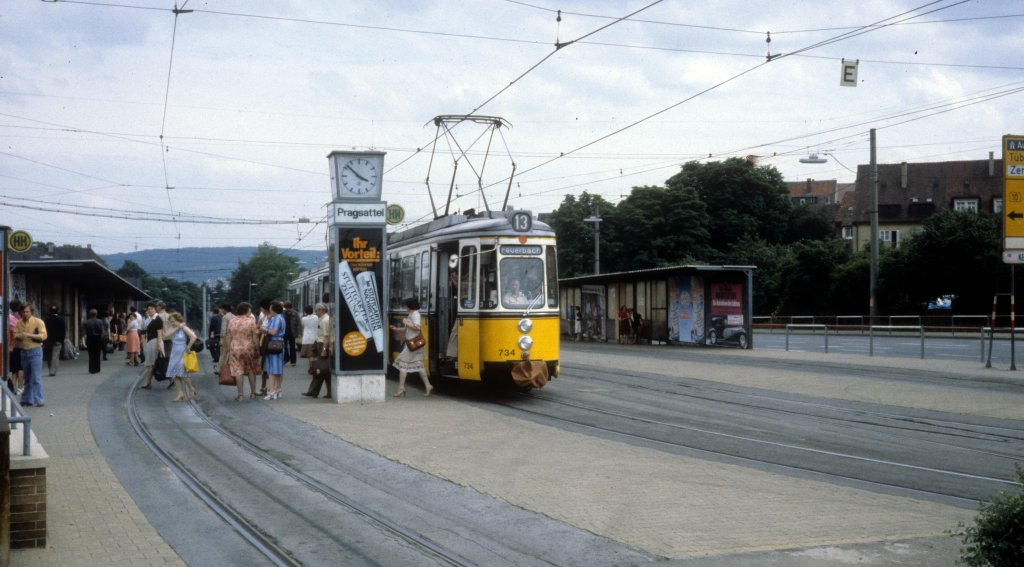
Alte Straßenbahnhaltestelle, 1979

Ab 1924 betrieben die Stuttgarter Straßenbahnen dort einen Betriebshof mit Wagenhalle und Dienstwohnungen. Nach 1935 war Pragwirtshaus wieder eine reine Haltestelle. Sie befand sich ebenerdig auf der Mitte der Straßenkreuzung am Pragsattel, die Kreuzungspunkt dreier Bundesstraßen und eine der meistbefahrenen Kreuzungen Stuttgarts ist.
Für die in den 1970er Jahren geplante U-Bahn Stuttgart war der Pragsattel als eine der Endstationen in der ersten Ausbaustufe vorgesehen. Diese Pläne wurden allerdings nicht verwirklicht.
Mit dem Umbau der Straßenkreuzung in den 1980er Jahren wurde auch der Umbau der Straßenbahnhaltestelle geplant, die nun aus der Kreuzungsmitte heraus an die südwestliche Seite der Kreuzung und in halboffene Lage verlegt wurde, gleichzeitig wurden die vier Tunnelzufahrten gebaut. In Richtung Feuerbach schloss sich das Bauwerk an einen 1984 eröffneten Tunnel unter der Siemensstraße mit der Haltestelle Maybachstraße an. Ein Zwangspunkt für den Bau war der 1942 erbaute Pragbunker, ein Hochbunker.
Die Tieflage der Bahnsteige gab Anlass zu Kritik; es wurde eine Belästigung der Fahrgäste durch herabsinkende Autoabgase sowie ein beschwerliches Umsteigen durch die zunächst als alleinige Bahnsteige geplanten Außenbahnsteige befürchtet. Als Reaktion auf diese Kritik wurde die Haltestelle umgeplant, so dass zusätzlich zu den Außenbahnsteigen, die für die Straßenbahn nötig waren, da sie als Einrichtungsfahrzeug nur auf der rechten Seite Türen aufwiesen, ein Mittelbahnsteig für die geplante Stadtbahn eingeplant wurde. Die Stadtbahnfahrzeuge wurden für diese Station für beidseitiges Türöffnen ausgerüstet. Diese Funktionalität wird auch auf einem Bahnsteigabschnitt der Station Mineralbäder beim Mineralbad Berg eingesetzt.

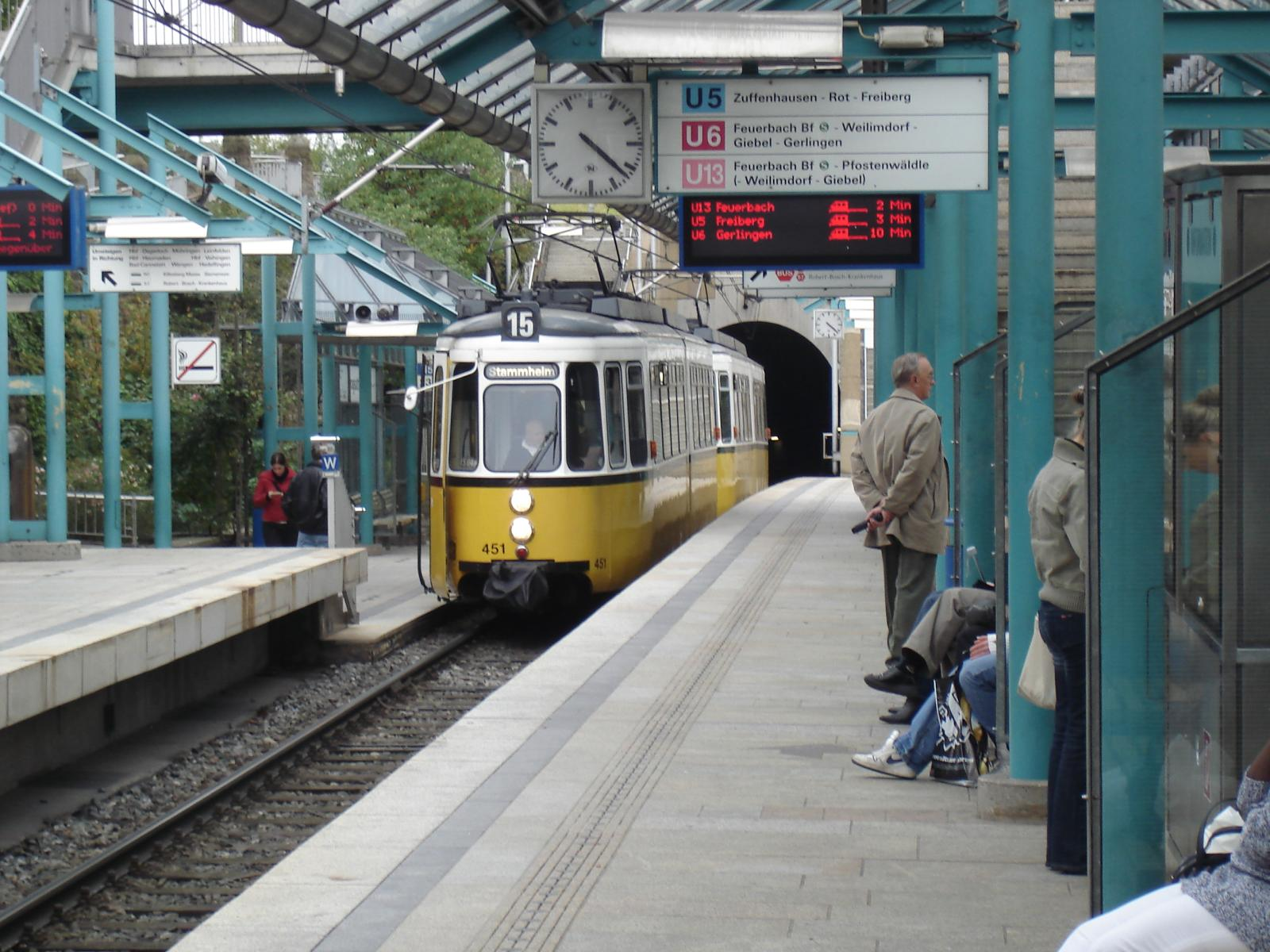
Straßenbahnwagen am ehemals halbseitig abgesenkten Teil der Station (2005)

Die Außenbahnsteige wurden zunächst auf je halber Länge als Hochbahnsteig für Stadtbahnzüge und als Tiefbahnsteig für Straßenbahnzüge errichtet; der Innenbahnsteig von Anfang an mit durchgehendem Hochbahnsteig. Der Verkehr mit Straßenbahnen wurde am 23. Juli 1990 aufgenommen; am 3. November 1990 wurde mit den Linien U5 und U6 der Stadtbahnbetrieb aufgenommen.
Die Haltestelle war Bestandteil des gestalterischen Wettbewerbs der Internationalen Gartenbauausstellung 1993; ein Eingang der Ausstellung lag an der Haltestelle. Den Wettbewerb für die Haltestelle gewann die Architektengemeinschaft Fiedler/Frenkel. Die Umsetzung erfolgte gemeinsam mit dem Gartenarchitekten Miller.
Nach Umstellung der letzten Straßenbahnlinie, der Linie 15, im Dezember 2007 auf Stadtbahnbetrieb wurden die Außenbahnsteige auf voller Länge erhöht.
2017 erhielt der Haltestellenname den Zusatz Mercedes-Benz Bank. Im Jahre 2017 nutzten pro Werktag 18.000 Fahrgäste die Haltestelle, davon 11.000 Umsteiger.
2023 wurde die Haltestelle vom Landesamt für Denkmalpflege Baden-Württemberg als Kulturdenkmal ausgewiesen.

## Aufbau der Station

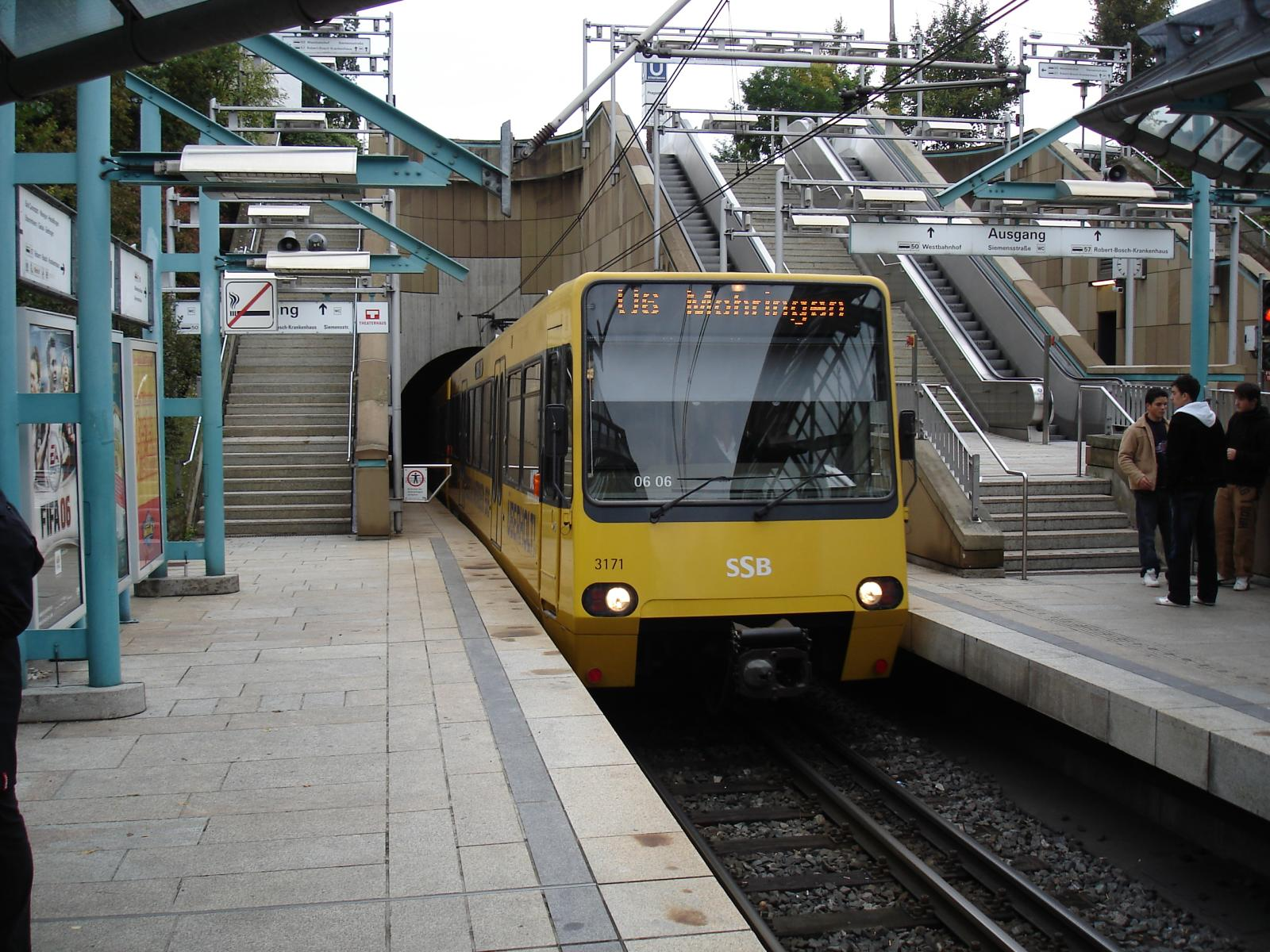
Einfahrender Stadtbahnzug

Die Station weist als einzige Bahnstation in Stuttgart durchgehend Bahnsteige auf beiden Seiten der Gleise auf. Dies entspricht der „Spanischen Lösung“, wobei an dieser Station beide Seiten sowohl zum Einstieg als auch zum Ausstieg bestimmt sind. Damit erleichtert die Bauweise den Umstieg auf andere Linien. Bahnsteigzugänge befinden sich an beiden Enden und an einem Steg quer über der Mitte der drei Bahnsteige. Die Barrierefreiheit ist auf dem Mittelbahnsteig durch einen Aufzug und auf den Außenbahnsteigen durch Rampen gegeben. Die Bahnsteiglänge von rund 80 Metern reicht aus für zwei aneinander gekuppelte Fahrzeuge der Stadtbahn Stuttgart. Die Gleiszufahrten befinden sich unterirdisch, wobei sich kurz hinter den Bahnsteigenden Streckenverzweigungen anschließen. Die Streckenverzweigung im Nordwesten ist kreuzungsfrei ausgeführt, die Verzweigung im Südosten höhengleich.
Nach Nordosten ist die Station durch eine natursteinverkleidete Mauer abgegrenzt, nach Südwesten durch eine stufenlos ansteigende Wiese.
Nordwestlich der Stadtbahnstation befinden sich oberirdisch die Haltestelle der Buslinien 43 und 57, das gleichnamige Unterwerk zur Fahrstromversorgung, ein Kiosk, eine Fahrradabstellanlage und eine Station des Fahrradverleihsystems RegioRadStuttgart.